# Cerkev sv. Primoža in Felicijana, Jamnik
Za ostale istoimenske cerkve glej razločitveno stran: Cerkev svetega Primoža in Felicijana.
Cerkev svetega Primoža in Felicijana je cerkev, ki stoji na grebenu nad vasjo Jamnik. Pripada rimskokatoliški Cerkvi in je podružnična cerkev župnije Besnica pri Kranju.
Vas in cerkev sta prvič omenjena v freisinškem urbarju iz leta 1501. V gotskem križnorebrastem prezbiteriju so ohranjene freske iz 15. stoletja. Po prezidavah ima cerkev sedaj baročno ladjo. 
Z grebena, kjer stoji cerkev, so v času turških vpadov s prižiganjem kresa opozarjali na nevarnost, sedaj pa je lokacija cerkve zaradi razgledne lege priljubljena izletniška točka.